# Jessica Klimkait
Jessica Klimkait (ur. 31 grudnia 1996) – kanadyjska judoczka. Brązowa medalistka olimpijska z Tokio 2020 w wadze lekkiej.
Mistrzyni świata w 2021, trzecia w 2022, 2023 i 2024; uczestniczka zawodów w 2017, 2018 i 2019. Startowała w Pucharze Świata w latach 2014-2017. Mistrzyni panamerykańska w 2017 i trzecia w 2018 i 2023. Piąta na Igrzyskach Wspólnoty Narodów w 2014. Sześciokrotna medalistka mistrzostw Kanady w latach 2013-2019.

## Letnie Igrzyska Olimpijskie 2020
| Konkurencja | Eliminacje             | Eliminacje              | Finały                       | Finały              | Klas. końcowa |
| Konkurencja | Przeciwnik I           | 1/4                     | 1/2                          | o 3 miejsce         | Miejsce       |
| ----------- | ---------------------- | ----------------------- | ---------------------------- | ------------------- | ------------- |
| 57 kg       | Iwelina Iliewa (BGR) Z | Julia Kowalczyk (POL) Z | Sarah-Léonie Cysique (FRA) P | Kaja Kajzer (SLO) Z | 3.            |